# دونفری (بازی ویدئویی)
دونفری (بازی ویدئویی) (انگلیسی: Duet (video game)) یک بازی ویدئویی اکشن برای سکوهای اندروید و آی‌اواس می‌باشد که توسط کاموبیوس توسعه و نشر پیدا کرده است. این بازی اولین بار در ۱۰ اکتبر ۲۰۱۳ انتشار پیدا کرده است.